# Придорожнє (Запорізький район)
Придоро́жнє — село в Україні, у Тернуватській селищній громаді Запорізького району Запорізької області. Населення — 50 осіб. До 2019 року орган місцевого самоврядування — Тернуватська селищна рада.

## Географія
Село Придорожнє розташоване за 97 км від обласного центру та 5 км від адміністративного центру селищної громади, в балці Солона, біля витоків річки Нижня Солона, нижче за течією на відстані 2 км розташоване село Різдвянка. Поруч пролягає залізниця, станція Гайчур (за 2 км). 

## Історія
Населений пункт заснований у  1898 році, як хутір Солоний.
25 квітня 2019 року, в ході децентралізації, Тернуватська селищна рада об'єднана з Тернуватською селищною громадою.
19 липня 2020 року, в результаті адміністративно-територіальної реформи та ліквідації Новомиколаївського району, село увійшло до складу новоутвореного Запорізького району.